# Бон-Жезус (Риу-Гранди-ду-Норти)
Бон-Жезус (порт. Bom Jesus)  —  муниципалитет в Бразилии, входит в штат Риу-Гранди-ду-Норти. Составная часть мезорегиона Сельскохозяйственный район штата Риу-Гранди-ду-Норти. Входит в экономико-статистический  микрорегион Агрести-Потигуар. Население составляет 9651 человек на 2006 год. Занимает площадь 122,033 км². Плотность населения — 79,1 чел./км².

## Статистика
- Валовой внутренний продукт на 2003 год составляет 18 405 976,00 реалов (данные: Бразильский институт географии и статистики).
- Валовой внутренний продукт на душу населения на 2003 год составляет 2006,54 реалов (данные: Бразильский институт географии и статистики).
- Индекс развития человеческого потенциала на 2000 год составляет 0,625 (данные: Программа развития ООН).